# Marcus Hellner
Carl Marcus Joakim Hellner (Lerdala, 25 de noviembre de 1985) es un deportista sueco que compite en esquí de fondo. 
Participó en tres Juegos Olímpicos de Invierno, entre los años 2010 y 2018, obteniendo en total cuatro medallas, dos oros en Vancouver 2010, en las pruebas de 30 km y de relevo (con Daniel Rickardsson, Anders Södergren y Johan Olsson), y oro y plata en Sochi 2014, en el relevo (junto con Lars Nelson, Daniel Rickardsson y Johan Olsson) y en los 30 km, respectivamente.
Ganó siete medallas en el Campeonato Mundial de Esquí Nórdico entre los años 2007 y 2017.

## Palmarés internacional
| Juegos Olímpicos   | Juegos Olímpicos       | Juegos Olímpicos  | Juegos Olímpicos     |
| Año                | Lugar                  | Medalla           | Prueba               |
| ------------------ | ---------------------- | ----------------- | -------------------- |
| 2010               | Vancouver (Canadá)     | Medalla de oro    | 30 km                |
| 2010               | Vancouver (Canadá)     | Medalla de oro    | Relevo 4 × 10 km     |
| 2014               | Sochi (Rusia)          | Medalla de oro    | Relevo 4 × 10 km     |
| 2014               | Sochi (Rusia)          | Medalla de plata  | 30 km                |
| Campeonato Mundial |                        |                   |                      |
| Año                | Lugar                  | Medalla           | Prueba               |
| 2007               | Sapporo (Japón)        | Medalla de bronce | Relevo 4 × 10 km     |
| 2011               | Oslo (Noruega)         | Medalla de oro    | Velocidad individual |
| 2011               | Oslo (Noruega)         | Medalla de plata  | Relevo 4 × 10 km     |
| 2013               | Val di Fiemme (Italia) | Medalla de plata  | Velocidad por equipo |
| 2013               | Val di Fiemme (Italia) | Medalla de plata  | Relevo 4 × 10 km     |
| 2015               | Falun (Suecia)         | Medalla de plata  | Relevo 4 × 10 km     |
| 2017               | Lahti (Finlandia)      | Medalla de bronce | Relevo 4 × 10 km     |